# Третя п'ятирічка
Третя п'ятирічка - третій п'ятирічний план розвитку народного господарства СРСР (1938-1942) проходив в умовах, коли розпочиналася війна. Асигнування на оборону довелося різко збільшити: у 1939 вони становили четверту частину державного бюджету, 1940 — уже до однієї третини, а в 1941 — 43,4%.
Головна увага приділялася тепер не кількісним показникам, а якості. Упор робився збільшення випуску легованих і високоякісних сталей, легких і кольорових металів, точного устаткування. Вживалися серйозні заходи щодо розвитку хімічної промисловості та хімізації народного господарства, впровадження комплексної механізації, і навіть здійснювалися перші спроби автоматизації виробництва. За три роки (до 1941) обсяг виробництва зріс на 34%, що було близько до планових показників, хоча вони й не були досягнуті.

## Основні завдання
Було висунуто завдання наздогнати розвинуті країни з виробництва промислової продукції на душу населення, яка в СРСР була в 5 разів нижчою.

## Результати
Враховуючи, що після Мюнхенського змови 1938 початок війни в Європі було лише питанням часу, пріоритет у 3-й п'ятирічці фактично отримали галузі військово-промислового комплексу.
У 1939 створено наркомати авіапромисловості, озброєння, боєприпасів, суднобудування. Було переглянуто бюджет. Якщо першого року п'ятирічки витрати на оборону становили 18,7%, то в 1940 вони склали за фактом 32,6%. Лише за 1938-1939 виробництво у галузях ВПК зросло у півтора рази (на 46,5%). І все ж таки серійне виробництво багатьох видів військової техніки тільки освоювалося.
1 вересня 1939 прийнято новий закон «Про загальний військовий обов'язок». За 1934-1939 чисельність Червоної Армії більш ніж подвоїлася, а до січня 1941 особовий склад усіх Збройних Сил досяг 4,2 млн.осіб. Було сформовано нові військово-морські флоти — Тихоокеанський та Північний. Незважаючи на відтік до армії, чисельність робітників і службовців у народному господарстві зросла з 11,4 млн. у 1928 до 31,2 млн. у 1940. Продовжувалося зміцнення освітнього потенціалу. Завдяки тому, що 7-річне навчання було практично введено повсюдно, значно зріс прийом до вузів. Широкого розвитку набула аспірантура при вузах та НДІ. Було також створено єдиний тип професійно-технічних навчальних закладів.
Через форсовані перетворення економіки у 1928-1940 в країні було створено потужний промисловий потенціал, зроблено суттєві кроки у бік індустріальної цивілізації.